# Марсель Мауве
Марсель Мауве (фр. Marcel Mahouvé, нар. 16 січня 1973, Дуала) — камерунський футболіст, що грав на позиції півзахисника за низку клубних команд, у тому числі європейських, а також національну збірну Камеруну.
Володар Кубка Інтертото. 

## Клубна кар'єра
У дорослому футболі дебютував 1991 року виступами за команду «Тоннер», в якій провів чотири сезони. 
Відігравши ще один сезон на батьківщині за «Динамо» (Дуала) та два сезони в Індонезії за «Путра Самаринда», 1997 року перебрався до Франції, де став гравцем  «Монпельє». Протягом наступних чотирьох сезонів регулярно залучався до лав основної команди клубу, після чого протягом ще одного сезону грав за його другу команду. 1999 року виборов титул володаря Кубка Інтертото.
Згодом по одному сезону захищав кольори французького «Клермона», фінського «Інтера» (Турку) і шотландського  «Гамільтон Академікал».
Протягом 2005–2007 грав за німецький «Саарбрюкен», після чого був гравцем реюньойонського «Каприкорна» (Сен-П'єр) та індонезійського «Персіта Тангеранг». В останній команді 2009 року завершив ігрову кар'єру, хоча згодом, у 2015 році, повертався на футбольне поле, грав в американському нижчоліговому «Маямі Сіті».

## Виступи за збірну
1995 року дебютував в офіційних матчах у складі національної збірної Камеруну. Протягом кар'єри у національній команді, яка тривала 6 років, провів у її формі 18 матчів, забивши 1 гол.
У складі збірної був учасником Кубка африканських націй 1996 року у ПАР, чемпіонату світу 1998 року у Франції, де взяв участь в одній грі групового етапу, а також Кубка африканських націй 2000 року у Гані та Нігерії, здобувши того року разом з командою титул континентального чемпіона.

## Титули і досягнення
- Володар Кубка африканських націй (1):

Камерун: 2000
- Володар Кубка Інтертото (1):

«Монпельє»: 1999